# ناندور فازيكاس
ناندور فازيكاس (بالمجرية: Fazekas Nándor) مواليد 16 أكتوبر 1976 في المجر، هو لاعب كرة يد مجري يلعب كحارس مرمى. يلعب حاليا مع نادي فيسبرم لكرة اليد ويحمل الرقم 1. مثل منتخب المجر لكرة اليد. شارك في دورة الألعاب الأولمبية الصيفية سنة 2004.

## المسيرة الاحترافية
لعب مع نادي فيسبرم لكرة اليد من سنة 1998 إلى 2004، ثم لعب مع نادي غومرسباخ لكرة اليد في الدوري الألماني من سنة 2006 إلى 2009، ثم لعب مع نادي فيسبرم لكرة اليد في سنة 2009.

## سجل المنافسة
شارك في البطولات التالية:
- بطولة العالم لكرة اليد للرجال 1999
- بطولة العالم لكرة اليد للرجال 2003
- بطولة العالم لكرة اليد للرجال 2007
- بطولة العالم لكرة اليد للرجال 2009
- بطولة العالم لكرة اليد للرجال 2011
- بطولة أوروبا لكرة اليد للرجال 2004
- بطولة أوروبا لكرة اليد للرجال 2006
- بطولة أوروبا لكرة اليد للرجال 2008
- بطولة أوروبا لكرة اليد للرجال 2010
- بطولة أوروبا لكرة اليد للرجال 2012
- الألعاب الأولمبية الصيفية 2004
- الألعاب الأولمبية الصيفية 2012

## الإنجازات
- الدوري المجري لكرة اليد:
  - الفوز: 1999، 2001، 2002، 2003، 2004، 2010، 2011، 2012
  - الوصافة: 2000
- دوري أبطال أوروبا لكرة اليد:
  - النهائي: 2002
  - نصف النهائي: 2003
- كأس أوروبا لكرة اليد:
  - الفوز: 2009

## روابط خارجية
- ناندور فازيكاس على موقع الاتحاد الأوروبي لكرة اليد (الإنجليزية)
- ناندور فازيكاس على موقع أوليمبيديا (الإنجليزية)